# Таборы (село, Добрянский район)
Таборы — село в Добрянском районе Пермского края. Входит в состав Перемского сельского поселения.

## Географическое положение
Село расположено в нижнем течении реки Исток, недалеко от места впадения её в реку Вильва, к юго-востоку от административного центра поселения, села Перемское.

## Население
| 2010 |
| ---- |
| 37   |

## Топографические карты
- Лист карты O-40-42 Чёлва. Масштаб: 1 : 100 000. Состояние местности на 1982 год. Издание 1988 г.